# Lamus dworski w Pisarach
Lamus dworski w Pisarach – lamus znajdujący się w województwie małopolskim, w powiecie krakowskim, w gminie Zabierzów, w Pisarach. Obiekt należący do zespołu dworskiego został wpisany do rejestru zabytków nieruchomych województwa małopolskiego.
Lamus (pierwotny dwór) o cechach renesansowych, wybudowany w pierwszej połowie XVII wieku, murowany, na planie kwadratu, piętrowy, nakryty spadzistym dachem namiotowym, kryty gontem. Od północy schody prowadzące na ganek na piętrze. W dolnej kondygnacji sklepienie kolebkowe z lunetami.

Budynek został poddany gruntownej konserwacji w 1965 roku. W budynku funkcjonowała stylowa kawiarnia gminnej spółdzielni oraz klub Związku Młodzieży Wiejskiej a od 1976 roku działała tu galeria „Lamus” w której odbywały się wystawy, koncerty, spotkania i odczyty .